# Dolenja vas pri Polici
Dolenja vas pri Polici je naselje v Občini Grosuplje.